# Angst, Självdestruktivitetens Emissarie
 (octobre 2007).
Si vous disposez d'ouvrages ou d'articles de référence ou si vous connaissez des sites web de qualité traitant du thème abordé ici, merci de compléter l'article en donnant les références utiles à sa vérifiabilité et en les liant à la section « Notes et références ».
Albums de Shining
II - Ändhållplats
(2001) IV - The Eerie Cold
(2005)
III: Angst, Självdestruktivitetens Emissarie est le troisième album du groupe de black metal suédois Shining, sorti en 2002.

## Liste des titres
| 1.    | Mörda dig själv... (en anglais : Murder Yourself...)                             | 9:08  |
| 2.    | Svart industriell olycka (en anglais : Black Industrial Accident)                | 8:06  |
| 3.    | Självdestruktivitetens emissarie (en anglais : The Emissary of Self-Destruction) | 8:30  |
| 4.    | Submit to Self-Destruction                                                       | 7:13  |
| 5.    | Till minne av daghen (en anglais : In Memory of Daghen)                          | 4:23  |
| 6.    | Fields of Faceless                                                               | 10:21 |
| 47:40 |                                                                                  |       |

## Membres du groupe
- Niklas « Kvarforth » Olsson : chant, guitare électrique
- Inisis : guitare
- Jan Axel « Hellhammer » Von Blomberg : batterie
- Phil A. Cirone – basse, clavier (synthé)